# Nancy Grahn
Nancy Lee Grahn (Skokie, Illinois, 28 april 1956) is een Amerikaans actrice. Ze speelde van 1985 tot 1993 de rol van advocate Julia Wainwright in de soapserie Santa Barbara. In 1989 kreeg ze voor haar prestaties een Emmy Award.
In het begin van haar carrière deed ze gastoptredens in onder meer Little House on the Prairie, Magnum P.I. en Knight Rider. In Perry Mason speelde ze in 1991 een vrouw die werd vermoord. Na het stoppen van Santa Barbara kreeg ze een rol in de soap General Hospital. Ook daar speelt ze een advocate.
Grahn staat bekend als een actrice die haar meningen niet onder stoelen of banken steekt. In de jaren 80 kwam ze op voor de rechten van de vrouw ten aanzien van abortus.
Ooit had ze een relatie met acteur Lane Davies, die in Santa Barbara haar tegenspeler was.
Nancy is 1,68 meter lang. Ze heeft bruin haar en ogen. Haar dochter Kate werd eind jaren 90 geboren.